# Lempire
Lempire és un municipi francès situat al departament de l'Aisne i a la regió dels Alts de França. L'any 2007 tenia 96 habitants.

## Demografia

### Població
El 2007 la població de fet de Lempire era de 96 persones. Hi havia 37 famílies de les quals 15 eren unipersonals (11 homes vivint sols i 4 dones vivint soles), 4 parelles sense fills, 14 parelles amb fills i 4 famílies monoparentals amb fills.
La població ha evolucionat segons el següent gràfic:
Habitants censats

### Habitatges
El 2007 hi havia 48 habitatges, 41 eren l'habitatge principal de la família i 7 estaven desocupats. Tots els 48 habitatges eren cases. Dels 41 habitatges principals, 38 estaven ocupats pels seus propietaris i 4 estaven llogats i ocupats pels llogaters; 2 tenien dues cambres, 7 en tenien tres, 12 en tenien quatre i 21 en tenien cinc o més. 31 habitatges disposaven pel capbaix d'una plaça de pàrquing. A 20 habitatges hi havia un automòbil i a 16 n'hi havia dos o més.

### Piràmide de població
La piràmide de població per edats i sexe el 2009 era:
| Homes | Edats   | Dones |
| ----- | ------- | ----- |
| 0     | 95 o +  | 0     |
| 0     | 90 a 94 | 0     |
| 8     | 85 a 89 | 0     |
| 0     | 80 a 84 | 4     |
| 0     | 75 a 79 | 0     |
| 0     | 70 a 74 | 4     |
| 4     | 65 a 69 | 0     |
| 8     | 60 a 64 | 0     |
| 4     | 55 a 59 | 0     |
| 4     | 50 a 54 | 0     |
| 4     | 45 a 49 | 8     |
| 4     | 40 a 44 | 4     |
| 0     | 35 a 39 | 4     |
| 8     | 30 a 34 | 4     |
| 0     | 25 a 29 | 0     |
| 0     | 20 a 24 | 4     |
| 4     | 15 a 19 | 8     |
| 16    | 10 a 14 | 4     |
| 4     | 5 a 9   | 8     |
| 4     | 0 a 4   | 0     |

## Economia
El 2007 la població en edat de treballar era de 68 persones, 47 eren actives i 21 eren inactives. De les 47 persones actives 38 estaven ocupades (21 homes i 17 dones) i 9 estaven aturades (5 homes i 4 dones). De les 21 persones inactives 6 estaven jubilades, 3 estaven estudiant i 12 estaven classificades com a «altres inactius».
Activitats econòmiques
Dels 5 establiments que hi havia el 2007, 2 eren d'empreses de construcció, 1 d'una empresa d'hostatgeria i restauració, 1 d'una empresa de serveis i 1 d'una entitat de l'administració pública.
Dels 3 establiments de servei als particulars que hi havia el 2009, 1 era una fusteria, 1 electricista i 1 restaurant.
L'any 2000 a Lempire hi havia 3 explotacions agrícoles que ocupaven un total de 84 hectàrees.

## Poblacions més properes
El següent diagrama mostra les poblacions més properes.